# Linazay

Linazay este o comună în departamentul Vienne, Franța. În 2009 avea o populație de 214 de locuitori.